# じゃばらのちから
じゃばらのちからは香川県仲多度郡まんのう町にある有限会社味源で作られているキャンディ。このキャンディには和歌山県北山村産じゃばら果皮粉末が使用されている。

## 特徴
日本唯一の飛び地村で自生する幻の果実「じゃばら」の果皮粉末を配合。「邪気を払う」と言われているじゃばらの、さわやかな酸味とまろやかな味わいが特徴。「じゃばら」は、北山村が保有する登録商標、または、商標。
「季節の変わり目も思いっきり楽しみたい人に！」というのが一つのテーマになっている。製造場所は香川県仲多度郡まんのう町宮田1019-16。

## 栄養成分
- エネルギー: 277 kcal
- たんぱく質: 0.1 g
- 脂質: 0.3 g
- 炭水化物: 70.0 g
- 食塩相当量: 0 g